# Bredevoorts volkslied
Het Bredevoorts volkslied is het volkslied van het Gelderse stadje Bredevoort. De tekst en de muziek zijn aan het begin van de 20e eeuw geschreven door dichter en organist Gerrit Rijks (24 mrt 1905 - 17 sep 1987). Rijks was jarenlang organist van de Sint Joriskerk. Het lied wordt regelmatig op officiële gelegenheden ten gehore gebracht door onder andere het Bredevoorts stadskoor die het lied in haar repertoire heeft staan.

## Tekst
Tussen natte, lage gronden, Tussen ‘t ruisend korenveld,

Wordt “de heerlijkheid” gevonden, Die d’ historie vaak vermeldt.

Daar waar in ’t grijs verleden, Zeer, zeer veel geleden is,

Daar waar ook om onze vrijheid, Harde strijd gestreden is.

Daar waar eens mijn ouders woonden, Lief en leed steeds werd gedeeld,

Daar, waar koning “Eendracht” troonde, En geen wanklank werd verheeld.

Daar waar men elkander kende, En elkander steeds begreep,

Open stond voor ieders noden, Samen torste menig leed.

Buiten dit beminde stadje; met zijn wallen en zijn gracht;

Zijn de malse groene weiden, En de bossen vol van pracht;

Daar hoort men de voog’lenkoren, Teder, lieflijk, ongestoord,

Daar lacht de natuur u tegen, Wat den wand’laar steeds bekoort.

Is er door de loop der tijden, Zeer veel ouds te niet gegaan,

De vaak onvolprezen “Eendracht”, Zal gewis niet ondergaan.

Men waardeert elkanders streven, Men begrijpt elkanders taak,

En vervult der buren plichten, Als de doodgewoonste zaak.

Waar de ambachtslieden werken, En de nijv’re boerenstand

Onverpoosd en onverdroten, ’t Land bewerkt met vaste hand,

Waar men in volmaakte vrijheid, Mening en geloof waardeert,

En de kennis van een ander, Met gepaste eerheid eert.

Bredevoort, mijn oude stadje, Met jouw grote kinderschaar,

Blozend, stralend van gezondheid, Altijd lustig helpend klaar.

Jullie zijn de hoop der toekomst, Maakt uw leven zo ’t behoort.

Denkt vol trots aan het verleden, Van ons roemrijk Bredevoort.

Bredevoort, mijn oude stadje, Wat ge aan natuur ons biedt,

Vindt men zeker, onomwonden, In de grote steden niet,

Daarom zal mijn hartewens zijn, En van ieder, die het hoort:

“Leve lang! M’n dierbaar plekje, Leve lang m’n Bredevoort”!

Bredevoort, m’n oude stadje, Bredevoort, m’n troetelkind,

Bredevoort, m’n dierbaar plekje, Bredevoort de kindervrind,

Bredevoort, de vriend van ouden, Bredevoort ons aller oord.

Bredevoort, m’n oude stadje, Bredevoort, mijn Bredevoort.